# Problème aux valeurs propres généralisé
En algèbre linéaire, un problème aux valeurs propres généralisé est une extension du problème de recherche de vecteurs et valeurs propres d'une matrice.
Soient A et B deux matrices carrées de dimension n×n. Le problème aux valeurs propres généralisé consiste à trouver un vecteur v (de dimension n) vérifiant
{\displaystyle \mathrm {A} \mathbf {v} =\lambda \mathrm {B} \mathbf {v} }
où λ est un scalaire. Un tel vecteur v est appelé « vecteur propre généralisé de A et de B », et le scalaire λ associé est appelé « valeur propre généralisée de A et de B ».
Notons {\displaystyle (\cdot ,\cdot )_{\mathbb {C} ^{n}}} le produit scalaire canonique hermitien de {\displaystyle \mathbb {C} ^{n}} :
{\displaystyle (\mathbf {v} ,\mathbf {u} )_{\mathbb {C} ^{n}}=\mathbf {v} ^{*}\mathbf {u} }
où l'opération u* désigne la transconjuguée de u. Alors, le problème aux valeurs propres généralisées peut aussi s'écrire :
{\displaystyle \forall \mathbf {u} \in \mathbb {C} ^{n},(\mathrm {A} \mathbf {v} ,\mathbf {u} )_{\mathbb {C} ^{n}}=\lambda (\mathrm {B} \mathbf {v} ,\mathbf {u} )_{\mathbb {C} ^{n}}}
Notons que ce problème peut avoir des valeurs propres généralisées nulles ou bien infinies.

## Exemples d'applications
La résolution de certains problèmes aboutit à un problème aux valeurs propres généralisé. Par exemple :
- la régression elliptique : une ellipse peut se représenter par une équation matricielle, et la recherche de la « meilleure ellipse » passant par un nuage de points peut se faire en résolvant un problème aux valeurs propres généralisé (Fitzgibbon et coll[1].) ;
- lorsque l'on cherche à résoudre l'équation de Schrödinger pour des molécules dans le cas de couches électroniques ouvertes (c'est-à-dire dont la couche de valence n'est pas complète), on aboutit aux équations de Roothaan, qui peuvent être écrites sous la forme d'un problème aux valeurs propres généralisé ; voir Méthode de Hartree-Fock restreinte pour couche ouverte ;
- la résolution d'un système d'équations différentielles pouvant s'écrire sous forme matricielle[2] :
{\displaystyle \left\{{\begin{aligned}\mathrm {A} \cdot {\frac {\mathrm {d} {\boldsymbol {\alpha }}}{\mathrm {d} t}}(t)+\mathrm {B} {\boldsymbol {\alpha }}(t)\ &=\mathbf {f} (t)\\{\boldsymbol {\alpha }}(0)\ &={\boldsymbol {\alpha }}_{0}\end{aligned}}\right.}
où A et B sont à symétriques à coefficients réels, A est définie positive, f est une fonction continue de R dans Rn et α0 est un vecteur (condition initiale).
- en mécanique, les problèmes de dynamique vibratoire conduisent à la résolution du problème aux valeurs propres généralisés suivant :
{\displaystyle \mathbb {K} u=\omega ^{2}\mathbb {M} u} avec :
  - {\displaystyle \mathbb {K} ,\mathbb {M} } respectivement les matrices de raideur et de masse issues d'une discrétisation par éléments finis
  - {\displaystyle \omega } les pulsations propres de la structure discrétisée
  - u les modes de déformation associés

## Propriétés
Le scalaire λ doit vérifier l'équation :
{\displaystyle \operatorname {det} (\mathrm {A} -\lambda \mathrm {B} )=0}
Notons que l'ensemble des matrices de la forme A - λB est un faisceau de matrices linéaire (linear matrix pencil).
Supposons que le problème ait n solutions, c'est-à-dire que l'on ait n couples de valeurs propres-vecteurs propres (λi, vi)1 ≤ i ≤ n, c'est-à-dire n vecteurs (vi)1 ≤ i ≤ n et n scalaires (λi)1 ≤ i ≤ n vérifiant
{\displaystyle \forall 1\leqslant i\leqslant n,\ \mathrm {A} \mathbf {v} _{i}=\lambda _{i}\mathrm {B} \mathbf {v} _{i}}
notons les composantes
{\displaystyle \mathbf {v} _{i}{\begin{pmatrix}v_{i1}\\\vdots \\v_{im}\end{pmatrix}}}
et définissons les matrices P et D :
{\displaystyle \mathrm {P} =[\mathbf {v} _{1},\mathbf {v} _{2},\cdots ,\mathbf {v} _{n}]={\begin{pmatrix}v_{11}&v_{21}&\cdots &v_{n1}\\\vdots &\vdots &&\vdots \\v_{1n}&v_{2n}&\cdots &v_{nn}\end{pmatrix}}}
{\displaystyle \mathrm {D} _{ij}=\left\{{\begin{aligned}\lambda _{i}&{\text{ si }}i=j\\0&{\text{ sinon}}\end{aligned}}\right.} ; {\displaystyle \mathrm {D} ={\begin{pmatrix}\lambda _{1}&0&0&\cdots &0\\0&\lambda _{2}&0&\cdots &0\\\vdots &\vdots &\vdots &&\vdots \\0&0&0&\cdots &\lambda _{n}\end{pmatrix}}=\mathrm {diag} (\lambda _{1},\lambda _{2},\ldots ,\lambda _{n})}
On a alors :
{\displaystyle \mathrm {A} =(\mathrm {BP} )\mathrm {DP} ^{-1}}

## Cas particuliers

### Si B est inversible
Si la matrice B est régulière, alors on peut réécrire le problème sous la forme d'un problème aux valeurs propres « classique » :
B-1Av = λv
mais il est en général préférable de résoudre directement le problème initial. En particulier, si A et B sont hermitiennes, alors la matrice B-1A n'est en général elle-même pas hermitienne ; la reformulation masque alors des propriétés importantes de la solution.
Notons que puisque B et P sont régulières, alors BP l'est aussi.

### Si A et B sont hermitiennes et que B est définie positive
Théorème — Si A et B sont hermitiennes (et a fortiori si elles sont symétriques à coefficients réels), et que de plus B est définie positive, alors le problème aux valeurs propres généralisé admet n valeurs propres généralisées réelles (λi)1 ≤ i ≤ n, associés à n vecteurs propres généralisés (vi)1 ≤ i ≤ n formant une base B-orthogonale.
La matrice B étant définie positive, on peut définir le produit scalaire {\displaystyle (\cdot ,\cdot )_{\mathrm {B} }} par :
{\displaystyle (\mathbf {v} ,\mathbf {u} )_{\mathrm {B} }=(\mathrm {B} \mathbf {v} ,\mathbf {u} )_{\mathbb {C} ^{n}}=(\mathrm {B} \mathbf {v} )^{*}\mathbf {u} }
le problème aux valeurs propres généralisé peut donc s'écrire :
{\displaystyle \forall \mathbf {u} \in \mathbb {C} ^{n},(\mathrm {A} \mathbf {v} ,\mathbf {u} )_{\mathbb {C} ^{n}}=\lambda (\mathbf {v} ,\mathbf {u} )_{\mathrm {B} }}
Ce cas implique donc l'existence de n couples de valeurs propres-vecteurs propres (λi, vi)1 ≤ i ≤ n, et :
- les valeurs propres généralisées λi sont réelles ;
- si deux vecteurs propres généralisés vi et vj (i ≠ j) ont des valeurs propres généralisées distinctes, alors
 vi et vj sont B-orthogonaux :
{\displaystyle \forall \{i,j\}\in [1;n]^{2},(\mathbf {v} _{i},\mathbf {v} _{j})_{\mathrm {B} }=0}, ce qui s'écrit également {\displaystyle ^{\mathrm {t} }{\bar {\mathbf {v} _{i}}}\mathrm {B} \mathbf {v} _{j}=0}
tvi désignant la matrice transposée et vi, soit encore
tPBP = In,

Donc (vi)1 ≤ i ≤ n est une base de vecteurs propres généralisés (ce n'est pas un problème défectif).
L'égalité
A = (BP)DP-1
est donc la décomposition spectrale généralisée de A, analogue à la décomposition spectrale d'une matrice hermitienne :
- D est une matrice diagonale ;
- (BP)-1 = tP (puisque tPBP = In), ce qui « joue le rôle » de la matrice unitaire.

## Mise en œuvre
De nombreux logiciels de calcul numérique ont développé des fonctions de résolution de problèmes valeurs propres généralisés. Citons par exemple :
Scilab
```
[
alpha
,
 
beta
,
 
P
]
 
=
 
eigs
(
A
,
 
B
);

```

Cette fonction permet de traiter les cas dégénérés (valeurs propres nulles, s'il y a des zéros dans alpha, ou bien infinies, s'il y a des zéros dans beta). Si le cas n'est pas dégénéré, on a alors :
```
D
 
=
 
diag
(
alpha
./
betaa
);

```

À partir de la version 5.4, on peut utiliser pour les cas non dégénérés :
```
[
D
,
 
P
]
 
=
 
eigs
(
A
,
 
B
);

```

Matlab
Pour les cas dégénérés, on peut utiliser
```
[
AA
,
 
BB
,
 
D
,
 
V
,
 
W
]
 
=
 
qz
(
A
,
 
B
);

alpha
 
=
 
diag
(
AA
);
 
betaa
 
=
 
diag
(
BB
);

```

Les colonnes des matrices V et W contiennent les vecteurs propres généralisés.
Si le cas n'est pas dégénéré, on a alors :
```
D
 
=
 
diag
(
alpha
./
betaa
);

```

Et pour les cas non dégénérés :
```
[
P
,
 
D
]
 
=
 
eig
(
A
,
 
B
);

```